# Árpa Attila
Árpa Attila (München, NSZK, 1971. november 17. –) magyar producer, rendező, forgatókönyvíró, színész, író, műsorvezető.

## Életpályája
Árpa Attila 1971. november 17-én született Münchenben. Az RTL Klub 1997-es indulásától 2003-ig dolgozott programfőszerkesztőként, majd kreatív igazgatóként. 2004-ben a TV2-nél lett kreatív producer.
A Budapest Wolves amerikaifutball-csapat alapító-elnöke és játékosa volt a 2000-es években. A Magyar Amerikai Futball Szövetség elnöke volt 2013 márciusától 2014 júniusáig.

## Családja
Édesapja, Árpa József a TV2-nél dolgozott kreatív igazgatóként, édesanyja sminkes és dramaturg. Felesége Tomán Szabina exmodell volt, közös gyermekük Amira Johanna.
Újraházasodott 2024 szeptemberében, második felesége Árpa Alexandra (született: Czakó Alexandra) szinésznő.

## Könyvei
- Ha én ezt a klubról egyszer elmesélem; Art Noveau, Pécs, 2003
- Árpa Attila: Halál egyenes adásban / Bogdán Szabolcs: Valótlan világtalan; Budapest-Print, Bp., 2004
- Macsó papák. Csajokból sosem elég. Árpa Attila. Bochkor Gábor. Gesztesi Károly; szöveg Trunkó Bence, fotó Klinszky Gábor, szerk. Selmeczi Viktória; A2 Media Kft., Bp., 2007
- A sólyom országa (mesekönyv, 2007)
- Holtomiglan; Ulpius-ház, Bp., 2012, ISBN 9789632545738)

## Munkái

### Producerként
- Argo 2. (2015) (filmrendezőként és színészként is)
- Lúzer FC (2007)
- Topmodell leszek! (2006)
- Argo (film) (2004) (filmrendező is)
- Első generáció (2001)
- Legnehezebb emberek (2000)
- Pasik! (2000-2003) (forgatókönyvíró is)
- Legyen Ön is milliomos! (2000-2004)
- Csattanó (2000)
- Európa expressz (1999)
- Esti showder (1999-2004)
- Kész átverés Show (1999-2004)
- Heti Hetes (1999-2004)
- Gombuktu (1998)
- Gálvölgyi Show (1998-2004)
- Nagyon nehéz emberek (1998)
- Barátok közt (1998-2004)
- „Csíííz” (1998)
- Necropolis (1997) (színész is)

### Film és sorozatszerepei
- Notsignale /TV sorozat/  (1977)
- Nosferatu: Phantom der Nacht (1979)
- Monaco Franze - Der ewige Stenz /TV Sorozat/ (1983)
- Hatschipuh (1987)
- Der König /TV sorozat/ (1995-1996)
- Alles außer Mord! /TV Sorozat/ (1996)
- Túl az életen (1997)
- Wildbach /TV Sorozat/  (1997)
- Necropolis (1997)
- Das elfte Gebot (1998)
- Hippolyt (1999)
- Rosszfiúk (2000)
- Meseautó (2000)
- Max (2002)
- Egy szoknya, egy nadrág (2005)
- The Kiss Goodnight (2009)
- Liebe in anderen Umstanden (2009)
- Czukor Show (2010)
- Die Wanderhure (2010)
- Csajok Monte Carlóban (2011)
- Gyilkos játékok (2011)
- Gyilkos Középkor (2011)
- S.O.S. Love! (2011)
- Az idők végezetéig /TV Sorozat/ (2012)
- Meldurm House (2012)
- Split Perfect (2012)
- Borgiák /TV Sorozat/ (2011-2013)
- Keanu (2014)
- Argo 2. (2015) (filmrendezőként is)
- The Timber (2015)
- Víkend (2015)
- The Man Who Was Thursday (2016)
- Inferno (2016)
- Emerald City /TV Sorozat/  (2017)
- Atomszőke (2017)
- Busy Day (2017)
- Papillon (2017)
- Válaszcsapás /TV Sorozat/  (2011-2017)
- Colette (2018)
- Géniusz /TV Sorozat/  (2018)
- A kém, aki dobott engem (2018)
- Mars - Utunk a vörös bolygóra (2018)
- Korhatáros szerelem /TV Sorozat/(2018)
- Megszállottak (2018)
- Drága örökösök /TV Sorozat/ (2020)
- SAS: Vonatrablás a Csatorna-alagútban (2021)
- Keresztanyu /TV Sorozat/ (2021–2022)
- Apatigris /TV Sorozat/ (2021)
- Űrpiknik (2021)
- The Survivor (2021)
- A Séf meg a többiek /TV Sorozat/ (2022)
- Átjáróház (2022)
- Pepe /TV sorozat/ (2023)
- A hét király halála (2023)
- Marsra magyar! (2023–2024) /TV sorozat/
- Valami Amerika /TV sorozat/ (2023)
- Pokoli rokonok /TV sorozat/ (2025)

### Filmrendezőként
- Argo (2004)
- Meldrum House /Rövidfilm/ (2012)
- Argo 2. (2015)

### Színház
- Cabiria éjszakái, Bemutató: 2010. szeptember 24., Karinthy Színház
- Dömötör Tamás: Czukor Show, Bemutató: 2011. március 4., Orlai produkciós Iroda
- Hunyady Sándor: Lovagias ügy, Bemutató: 2012. július 6., Karinthy Színház
- Pintér Tibor: Mátyás, az igazságos, Bemutató: 2013. június 21., Sziget Színház
- Orosz György: Szép volt fiúk! Kabaré, Bemutató: 2014., New Orleans Music Club
- Pintér Tibor: Gladiátor, Bemutató: 2015. november 28., Nemzeti Lovas Színház
- Stephen King: Tortúra, Bemutató: 2017. január 13., Karinthy Színház
- Pozsgai Zsolt: Gina és Fidel, Bemutató: 2018. szeptember 21.

### Műsorvezetőként
- Az Árulók - Gyilkosság a kastélyban (2023–)
- Szerencsekerék (2011–2012)
- Mokka (2007–2009)

### Televízió
- Nyerő Páros versenyző (2025)
- Troll a konyhában versenyző (2025)
- Sztárbox versenyző (2023)